# Blonde (álbum de Cœur de Pirate)
Blonde es el segundo álbum de estudio de la cantante y pianista franco-canadiense Béatrice Martin, publicado bajo su nombre artístico Cœur de Pirate, el 7 de noviembre de 2011. El álbum ofreció un cambio musical con respecto a las bases de piano del primer disco, transformándose en un sonido más "retro-pop", inspirado en gran medida por la música de la década de 1960.
El disco fue bien recibido por la crítica musical y fue nominado para el premio al "Álbum Francófono del Año" en los Juno Awards 2012 y al "Álbum del Año" en los premios Polaris Music Prize de 2012. El álbum también alcanzó el número 1 en Quebec, número 5 en Francia, y el número 2 en la parte francófona de Bélgica, y fue certificado disco de oro en Canadá y Bélgica.

## Historia
Blonde es el segundo álbum de estudio de Martin y continúa a su debut homónimo de 2009, que lanzó su carrera tanto en Quebec como en Francia. En septiembre de 2010, Martin fue presentada en "Brutal Hearts" en el álbum de Bedouin Soundclash, Light The Horizon, que fue elogiado por Exclaim! como una "sorpresa destacada" del álbum. En febrero de 2011, Martin y el cantante de Bedouin Soundclash, Jay Malinowski grabaron un EP de cinco canciones juntos bajo el nombre del Armistice.

## Producción
Martin coprodujo Blonde con Howard Bilerman, conocido por su trabajo previo con Arcade Fire y Basia Bulat, y grabó todas menos una de las canciones del álbum en su estudio de Montreal, Hotel2Tango. Ella eligió trabajar con Bilerman basada en su experiencia con la música folk, y aunque su álbum "no resultó de esa manera", lo elogió por "[ver] cosas en mis canciones que otras personas no ven". Además, Martin trabajó con el cantante y compositor Michael Rault del grupo Edmonton a fin de lograr una más "sonido de los años '60"

## Música y letras
Blonde muestra un cambio estilístico del primer álbum de Martin, que se caracteriza principalmente por un sonido basado en melodías de piano. Afirmando que el instrumento fue previamente "el esqueleto de todas mis canciones", Martin quería demostrar que ella era "actualmente más una compositora y escritora que una chica y un piano", aunque aclara que el cambio no fue un intento de distanciarse de sí misma de su primer álbum, sino más bien una "evolución" de su sonido. Muchos usuarios han mencionado un contraste entre el tono positivo y alegre de la música y los relativamente "temas fuertes" e incluso negativos de las letras. Un crítico expresó que "no hay una melancolía que se prolongue bajo la superficie... aunque musicalmente el disco es sin duda uno de los más felices".
El álbum fue inspirado musicalmente por la obra de numerosos artistas, especialmente de la década de 1960, lo que llevó a un crítico a describir la música de Martin como "una línea entre lo antiguo y lo eterno". Blonde está inspirado en los géneros de surf rock y yeyé, y en concreto la música de France Gall, Serge Gainsbourg, The Zombies, Nancy Sinatra y Lee Hazlewood.
Líricamente, el álbum se centra en lo que Martin describe como " todas las estaciones de una relación, desde cuando conoces a alguien hasta la ruptura y pase lo que pase después", incluyendo "amar a la distancia". Esto se hace referencia directamente al título del álbum, Blonde, un doble sentido que se refiere no solo al cabello rubio de Martin, sino también a la palabra del argot para "novia" en francés de Quebec.

## Canciones

### Pistas 1 - 6
El álbum abre con "Lève les voiles", que se podría traducir como "Levanten las Velas" o "Zarpen", una canción a capela escrita en un estilo tradicional. A pesar de que las letras y la melodía fueron escritas por Martin, ella no canta en la canción, que cuenta con cantantes del coro "Les Petits Chanteurs de Laval" (Los Jóvenes Cantantes de Laval) y las chicas del coro "Les Voix Boreales" (Las Voces Boreales), dirigidos por Philippe Ostiguy. La inspiración de Martin para la canción vino de sus propios años en la escuela primaria donde ella" tenía que cantar canciones tradicionales que no significaban nada". A pesar de que el sonido del coro sin acompañamiento de la canción es descrita como algo "musicalmente incongruente" con el resto del álbum, sus letras de libertad y de "zarpar hacia nuevas rutas" establece un tono para el resto del álbum.
"Adieu" ("Adiós"), es una canción pop con inspiración en música de los años 1960, con una doble línea de bajo y una percusión al estilo de Bo Diddley. Fue lanzado como el primer sencillo del álbum el 19 de septiembre de 2011 y encabezó la lista del programa de radio 3 R3- 30 de la estación CBC Radio durante dos semanas consecutivas en noviembre. Líricamente, "Adieu", es descrito por Martin como la fase de la "ruptura donde lo que realmente quieres de la otra persona va a desaparecer... queriendo dejar de pensar en ello", aunque también aclara que "es una canción de ruptura general, no habla de una persona en particular". Un video musical de la canción, dirigido por Jérémie Saindon, cuenta con Niels Schneider como el novio de Martin cuya infidelidad le provoca a promulgar vengarse de sus diferentes socios, y, finalmente de él.
La tercera canción del álbum, "Danse et danse", cuenta con una melodía, según Martin, "maravillosamente maravillosa", como un "tango dramático", respaldado por cadenas y un ritmo de "golpeteo". Líricamente, se trata de lo que Martin describe la tendencia de su generación a "tratar de adormecernos a nosotros mismos", y seguir adelante después de una ruptura por "dormir con diferentes personas, pero en realidad no preocuparse por ellos", que se alude en el estribillo con el frase "Mais danse danse et sans que j'aie à t'aimer/Je t'aurai non plus quand ce sueros demain" ("Pero la danza y el baile sin que yo tenga que amarte/Ya no voy a tenerte mañana").
"Loin d' ici", que significa "Lejos de aquí", es un dueto cantado por Martin y el cantautor Sam Roberts. Con la guitarra acústica y eléctrica, tiene un ambiente netamente country que llevó a un crítico a compararlo con el sonido del proyecto paralelo de Martin, Armistice. El contraste entre la "suavidad" de Martin y Robert, "áspero y polvoriento" fue elogiado como complementarios como "sutil y distractivo de la mejor manera imaginable".

### Pistas 7-12
"Place de la République" es una canción lenta "melancólica", con un sonido similar al del disco debut de Martin, con su voz con un piano y una "emotiva" y "tenue cadena de adorno pop". Su nombre proviene de la plaza pública del mismo nombre en París. Escrita casi inmediatamente después del lanzamiento de su primer álbum, Martin dijo que "se convirtió en un símbolo de todo lo que estaba sintiendo después... Fue decisivo para mí". Después de añadirla a su repertorio regular, la canción era bien conocida por los fanes de Martin y se convirtió en un símbolo de Blonde, como Martin declaró durante una entrevista en el programa de radio Q:
"Este álbum es sólo aquí hoy porque quería grabar "Place de la République"... Sólo tenía que grabarlo para los fanes, si nada... Quiero decir, tengo gente que le gusta mi música ahora, así, yo también podría hacerlo, yo también podría sacar un disco".
Llamado así por Cap Diamant ("Cabo Diamante"), el promontorio sobre el que se encuentra la ciudad de Quebec, la canción "Cap-Diamant" es una canción compuesta en piano impulsada porque cuenta con la voz de Martin.
Co- escrito por Martin y Malinowski, "Saint- Laurent" es el nombre de la avenida del mismo nombre, una de las principales calles comerciales y de patrimonio en Montreal.

## Lanzamiento
El primer sencillo del álbum, "Adieu", fue lanzado el 12 de septiembre de 2011, junto con un vídeo musical. El álbum fue lanzado el 14 de noviembre de 2011 con un concierto de lanzamiento en el Teatro Rialto en Montreal. El segundo sencillo, "Golden Baby", fue lanzado el 27 de febrero de 2012, junto con un video musical.

### Edición Deluxe
Una edición de lujo del álbum fue lanzado simultáneamente con la edición estándar en una edición limitada de 5.000 copias. La edición incluye un pequeño libro de tapa dura de unas 30 páginas, el CD álbum con dos bonus tracks ("Hôtel Amour" y "Prince-Arthur"), y una colección de fotografías e imágenes. Fue diseñado por Catherine D'Amours, la fotografía fue realizada por Clara Palardy, y el empaque fue galardonado en los Concour Grafika 2012 con el premio al mejor diseño de empaque de CD/DVD en Quebec.

## Recepción
Blonde fue bien recibido por la crítica musical, al cual describieron como "sofisticado", "agradable", "radiando con júbilo y entusiasmo juvenil" y que contiene "hermosas canciones y la entrega de ensueño".
Martin fue elogiada en su mayoría por avanzar más allá de las melodías de piano de su primer disco. Allmusic describió al álbum como "un valiente paso adelante de una compositora de enorme talento" y "tal vez uno de los esfuerzos de retro-pop más encantadores y auténticos del año", mientras que Bernard Perusse de The Gazette escribió que "sigue desarrollando una voz artística encantadora". En su reseña del álbum para PopMatters, el crítico Stuart Henderson hizo comentarios similares, comentando que "Blonde es, en general, un disco muy divertido, muy divertido. Sin embargo, a pesar de esta efervescencia, una serie superior o más bien construida de pistas pop no ha aparecido este año".

### Premios
Blonde fue nombrado el mejor álbum francófono del año 2011 por la tienda canadiense de iTunes, y ocupó el cuarto lugar de la lista del editor de la revista de música, Michael Hollett, en su lista de los Diez Mejores Discos de 2011.
Blonde fue nominado para el Álbum Francófono del Año en los premios Juno Awards 2012, y también fue nombrado como candidato para el Premio Polaris Music 2012, el 14 de junio de 2012.

### Ventas
Blonde alcanzó el número 1 en las listas de popularidad en Quebec y en la tienda canadiense de iTunes lista de álbumes, mientras que en Europa alcanzó el puesto número 5 en Francia y en el número 2 en Valonia, la región francófona de Bélgica.

## Lista de canciones
Todas las canciones escritas y compuestas por Cœur de Pirate. 
| N.º | Título                   | Duración |  |
| 1.  | «Lève les voiles»        | 1:12     |  |
| 2.  | «Adieu»                  | 2:27     |  |
| 3.  | «Danse et danse»         | 3:10     |  |
| 4.  | «Golden Baby»            | 3:07     |  |
| 5.  | «Ava»                    | 3:16     |  |
| 6.  | «Loin d'ici»             | 2:43     |  |
| 7.  | «Les amours dévouées»    | 2:27     |  |
| 8.  | «Place de la République» | 4:11     |  |
| 9.  | «Cap Diamant»            | 2:43     |  |
| 10. | «Verseau»                | 3:53     |  |
| 11. | «Saint-Laurent»          | 3:14     |  |
| 12. | «La petite mort»         | 3:45     |  |

Todas las canciones escritas y compuestas por Cœur de Pirate. 
| Bonus Track de iTunes |               |          |  |
| N.º                   | Título        | Duración |  |
| 12.                   | «Hôtel Amour» | 2:18     |  |

Todas las canciones escritas y compuestas por Cœur de Pirate. 
| Bonus Tracks de Edición Deluxe |                 |          |  |
| N.º                            | Título          | Duración |  |
| 13.                            | «Hôtel Amour»   | 2:18     |  |
| 14.                            | «Prince-Arthur» | 3:05     |  |

## Posición en las listas
| Lista (2012)                    | Posición |
| ------------------------------- | -------- |
| Austrian Albums Chart           | 62       |
| Belgian Albums Chart (Flanders) | 72       |
| Belgian Albums Chart (Wallonia) | 2        |
| Canadian Albums Chart           | 5        |
| French Albums Chart             | 5        |
| German Albums Chart             | 52       |
| Swiss Albums Chart              | 25       |

### Posición a fin de año
| Lista (2012)                    | Posición |
| ------------------------------- | -------- |
| Belgian Albums Chart (Wallonia) | 42       |

## Personal
- Béatrice Martin - vocales, teclados, piano, arpa
- Sam Roberts - vocales
- Michael Rault - guitarra (eléctrica y acústica), bajo, percusión, armónica
- Renaud Bastien - guitarra (eléctrica y acústica), teclados, lap steel, percusión
- Emmanuel Ethier - guitarra eléctrica, violín
- Julien Blais - batería, percusión
- Alexandre Gauthier - bajo
- Eric Cheng - teclados
- Benjamin Lebeau - teclados, piano
- Antoine Boistelle - bajo, batería
- Colin Stetson - saxofón, corno francés, corneta
- Joe Grass - lap steel
- Basia Bulat - arpa
- Philippe Melanson - batería
- Sébastien Pellerin - bajo
- Marc Papillon - guitarra eléctrica
- Molinari Quartet - violín, viola, violonchelo
- Howard Bilerman - caja